# Печать штата Нью-Йорк
Большая печа́ть шта́та Нью-Йо́рк (англ. Great Seal of the State of New York) — один из государственных символов штата Нью-Йорк, США.
Печать представляет собой синий круг с размещённым в нём гербом штата и надписью «Печать штата Нью-Йорк» (англ. Great Seal of the State of New York) по окружности.
Герб штата Нью-Йорк изображает фигуру Свободы (слева) и Правосудие (справа), держащих геральдический щит, над которым распростёр крылья символ США — белоголовый орлан, — сидящий на земном шаре. В поле щита изображены парусный корабль и небольшой шлюп, символизирующие внутреннюю и внешнюю торговлю, плывущие по реке Гудзон на фоне горных пейзажей, лугов и восходящего солнца. Фигура Свободы попирает левой ногой корону, обозначая независимость от своей прежней метрополии Великобритании, фигура Правосудия имеет традиционную повязку на глазах, меч в правой и весы в левой руке, что указывает на её независимость и справедливость. Под щитом располагается девиз штата — «Excelcior» (лат. «Всё выше»). В 2020 году печать штата была дополнена девизом «E Pluribus Unum» (рус. Из многих один).

Герб штата Нью-Йорк в настоящее время

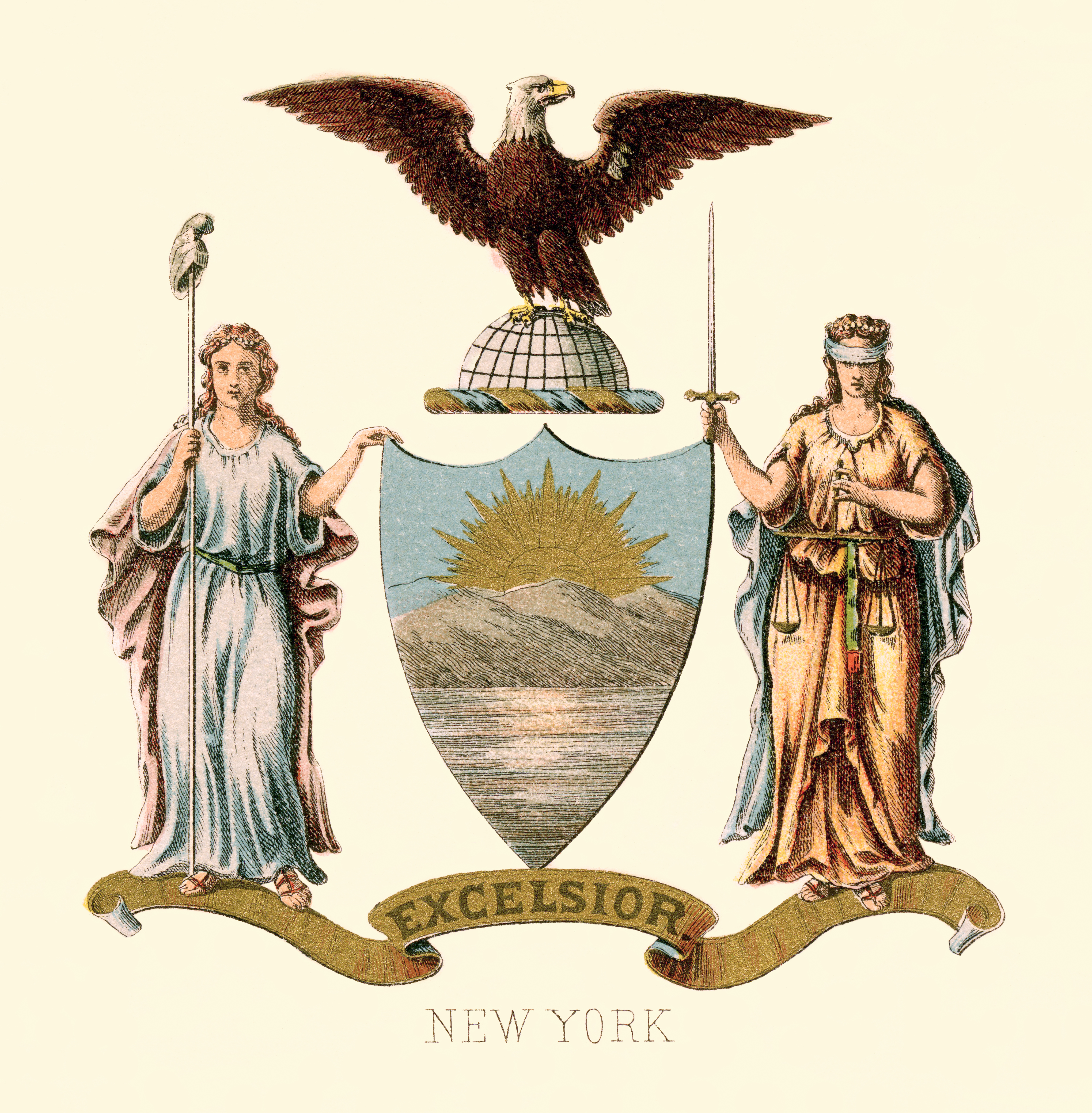
Герб штата Нью-Йорк, 1876

Первый образец печати был утверждён 15 апреля 1777 для использования «во всех случаях, в которых Королевская печать использовалась в колониальные времена» . На ней было изображено восходящее солнце, девиз штата и надпись «Печать штата Нью-Йорк» (англ. Great Seal of the State of New York). На реверсе находилось изображение скалы в океане с подписью «Напрасно» (лат. «Frustra») на латыни .
Формально печать была введена в оборот Главой 112 законов 1778 года и подвергалась внешней модификации в 1798 и 1809 годах. Очевидно, в ходе использования вид печати был не всегда одинаковым, что привело к необходимости создания в 1880 году комиссии для «точного описания герба, утверждённого в 1778 году» . Решение комиссии было доведено до законодателей штата в 1881 году и содержало «описание герба, достаточное для точного его изображения», которое легло в основу четвёртой версии печати штата, введенной главой 190 законов штата 1881 года.